# KinK
KinK ist eine kanadische für das Fernsehen entwickelte Dokumentarfilmserie, die zum ersten Mal im April 2001 auf dem kanadischen Kabelsender Showcase landesweit ausgestrahlt wurde. Die Serie läuft dort gegenwärtig in ihrer 5. Season. Sie ist die weltweit erste Serie zum Thema BDSM.
Im Mittelpunkt der Serie stehen Menschen, die sich auf unterschiedliche Weise mit den Themen BDSM und sexueller Fetischismus auseinandersetzen. Die Serie schildert in ihren einzelnen Seasons jeweils die entsprechenden Subkulturen von Vancouver, Toronto, Québec, Montreal und Winnipeg. Die fünfte Season spielt in Halifax und wurde erstmals im September 2006 ausgestrahlt. KinK wird von der in Vancouver ansässigen Firma Paperny Films produziert.

## Konzept
Die Serie beleuchtet bestimmte Aspekte im Sexualleben unterschiedlicher Menschen, hierzu begleitet sie in jeder Folge zwei oder drei Personen bzw. Paare durch ihr Alltagsleben und dokumentiert, wie sich dieses in Wechselwirkung mit den jeweiligen Präferenzen entwickelt. Während die ersten Staffeln Lebenssituationen in einem urban geprägten Umfeld darstellen, gehen spätere auf das Leben in ländlicheren Regionen ein.

## Seasons
- Season I 2001, Handlungsort: Vancouver (13 × 30 min (Showcase))
- Season II 2002, Handlungsort: Toronto (13 × 30 min (Showcase))
- Season III 2003, Handlungsort: Québec (13 × 30 min (Showcase))
- Season IV 2005, Handlungsort: Winnipeg (11 × 30 min (Showcase))
- Season V 2006, Handlungsort: Halifax (11 × 30 min (Showcase))

## Auszeichnungen
Die vierte Season der Serie wurde als beste Dokumentationsserie im April 2006 für den Golden Sheaf Award des Yorkton Short Film and Video Festival 2006 nominiert.

## Hintergründe
- Die Serie wurde auf Digibeta produziert.
- Einige der Porträtierten äußerten im Nachhinein Sorge, in ihrem sozialen Umfeld auf Ablehnung zu stoßen.[1]